# Залениеки (усадьба)
Залениеки (латыш. Zaļenieki) или Грюнхоф (нем. Grünhof — Зелёный двор) — охотничий дворец герцогов Курляндии, расположенный в обширном пейзажном парке (площадью 27 га) в селе Залениеки Залениекской волости Латвии. Первый в стране памятник архитектуры классицизма.
Начиная с первого курляндского герцога все правители этого государства предпочитали выезжать на охоту в Залениеки. В 1766 году герцог Эрнст Иоганн Бирон распорядился выстроить дворец, где монарх и его придворные могли бы останавливаться во время охотничьих забав. Строительство вёл придворный зодчий Северин Йенсен в 1768—1775 годах.
Поскольку в эти годы в Курляндии находился знаменитый Растрелли, искусствовед Борис Виппер предполагал его участие в проектировании для Бирона усадеб Грюнхоф и Светхоф. По его словам «Грюнхоф, со своими мощными контрастами масс, с центральным ризалитом и удвоенными колоннами, представляет только более строгий и сдержанный вариант Строгановского дворца с характерным для курляндских построек Растрелли отсутствием скульптуры и рокайльных украшений». Замену мансардной крыши на существующую Виппер приписывает Йенсену.
После третьего раздела Польши император Павел подарил охотничьи угодья вокруг Митавы вместе с дворцом своему шурину Александру. После 1850 года Грюнхофом владели различные семейства остзейских дворян — Шепинги, Ливены, Медемы. Интерьер был полностью реконструирован в 1866—1868 годах. Во время недавней реставрации исследователям удалось выявить следы росписей XVIII века.